# Occitans
Ne doit pas être confondu avec occitan ou occitanophone.
Les Occitans, en occitan Occitans -anas, sont une ethnie de langue romane originaire d’Europe du Sud,. Plusieurs chercheurs,,,,, qualifient d'ethnie ou de groupe ethnique la population de la région historique d'Occitanie. Ce territoire couvre des régions diverses par leur géographie, leur histoire, leur dialecte et leur sentiment d'appartenance.
Les Occitans ont été nommés de différentes façons au cours de l'histoire, notamment Catalans, Gascons, Méridionaux, Provençaux, etc.
Du Moyen Âge à aujourd'hui, les Occitans peuvent être désignés  comme une identité collective par des qualificatifs tels que peuple,,,, nationalité, patrie,,,, ou nation,,,.

## Ethnonymie
Le mot occitan est apparu vers le XIIIe siècle, à partir de la particule affirmative hoc, et du mot Aquitan(us).

### Individuation et dénomination des Occitans

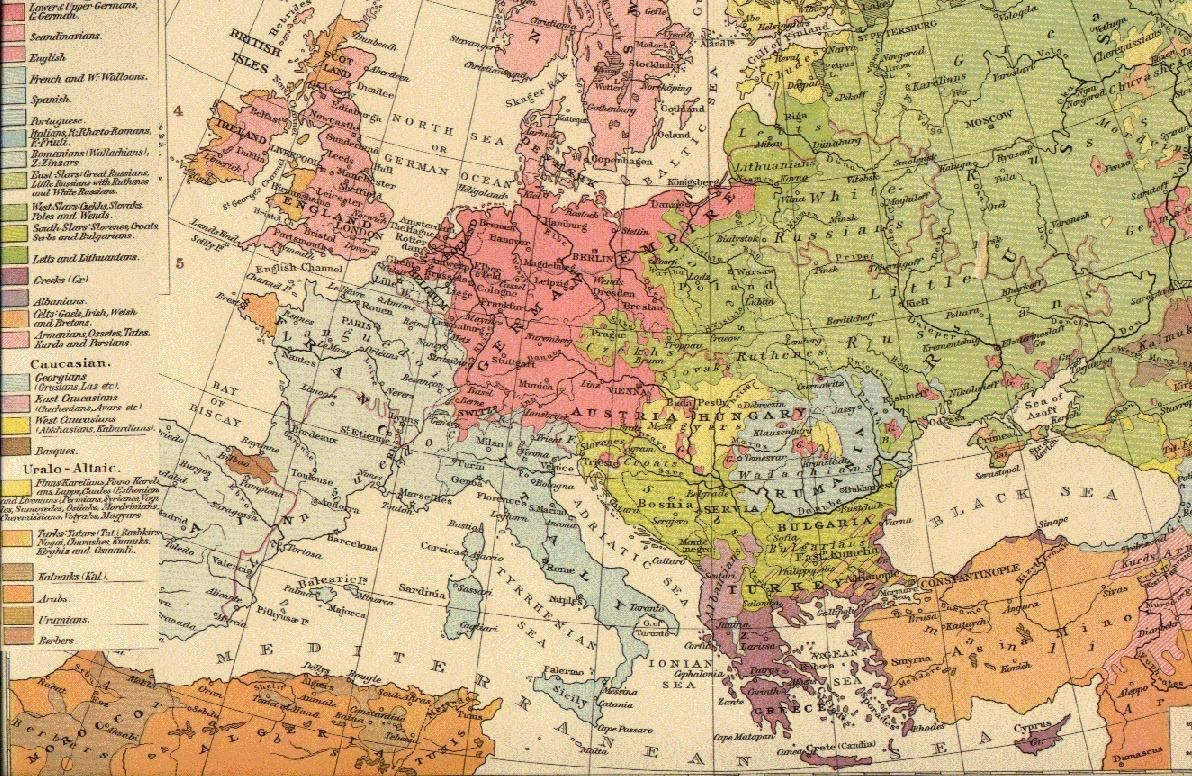
Carte linguistique de l’Europe en anglais (1896). Le Catalan et la Langue d'Oc sont indiqués dans le même groupe linguistique.

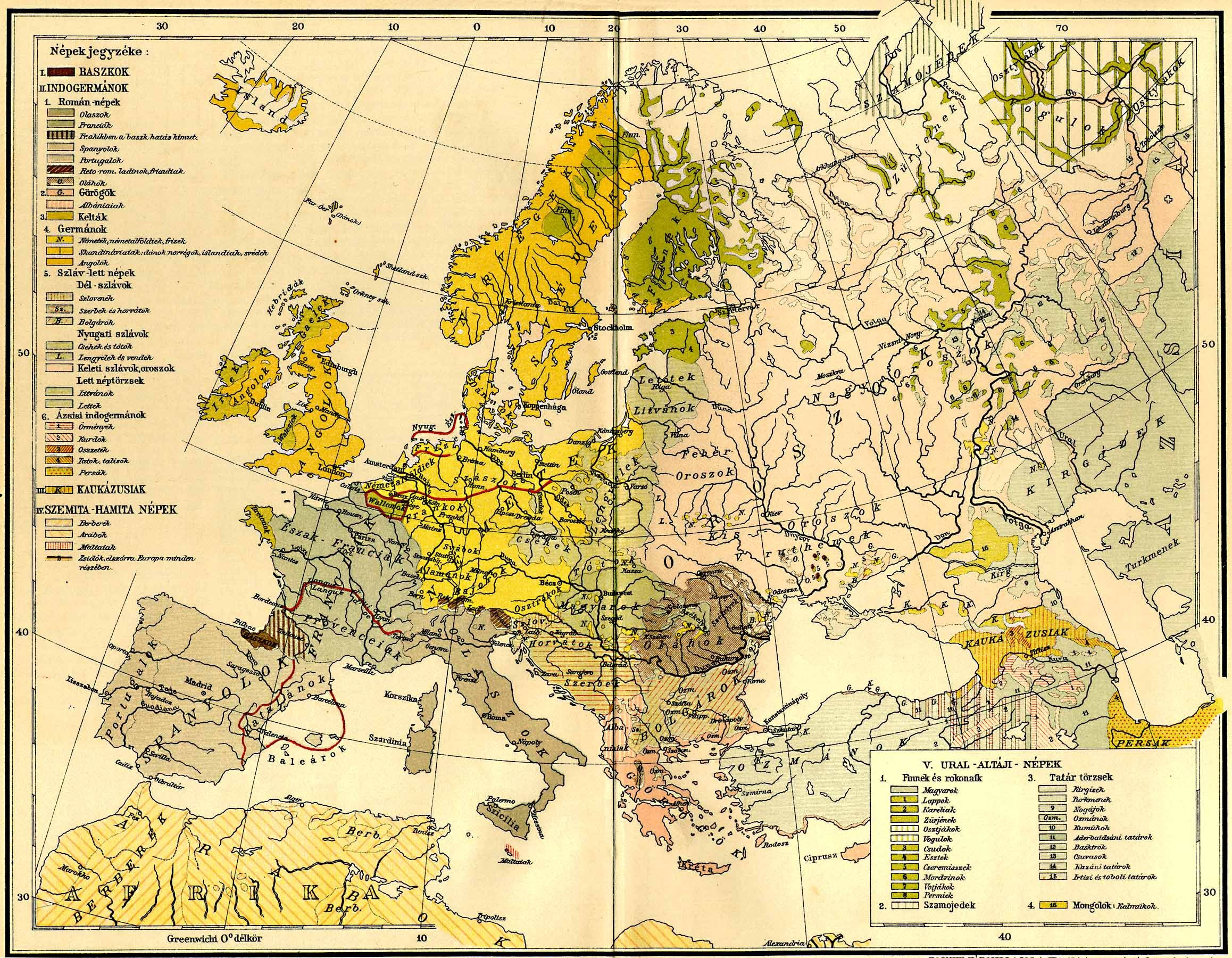
Carte ethnique de l’Europe en hongrois (1897). Les Occitans sont indiqués comme Provençaux (Provenceiak).

Différents mots ont été utilisés à travers l’histoire pour désigner les populations de langue romane au sud du domaine de langue d'oïl, notamment par opposition aux Français qui peuplaient l’autre moitié du royaume de France.
À l’époque des croisades, les Provinciales (Provençaux, de la Provincia Romana) sont opposés aux Francigenae. Cette distinction est reprise par Dante Alighieri, qui popularise aussi le terme "langue d’oc" pour nommer le roman transalpin, et notamment la langue des troubadours. On emploie aussi le mot limousin pour des raisons de prestige littéraire. Le mot français Provençaux y fait suite.
La Croisade des albigeois s’accompagne d’une prise de conscience de l’identité occitane.
Ainsi, un troubadour alpin, Albertet, oppose aux "Français" les Catalans qui incluent les Auvergnats, les Gascons, les Limousins, les Provençaux et les Viennois.
L'administration des rois de France ne pouvant employer le mot provincialis se référant à des territoires plus vastes que le Languedoc nouvellement conquis prit la décision d'utiliser le mot lingua occitana (Langue d'oc ou Languedoc).
Au plus tard au XVIe siècle, Occitans fait son apparition en français,, mais le démonyme Gascons est le plus employé pour tout ce qui n'est pas "franchimand" : c'est le cas par exemple chez Pey de Garros,, Louis de Montgommery ou chez l’abbé de Sauvages.
Au XVIIIe siècle apparaît la notion de Midi (par rapport au centre et au nord du Royaume), et de Méridionaux, moins précise (Basques, Catalans et Corses y sont inclus, parfois aussi des populations plus au nord). Les Méridionaux sont la cible, à la fin du XIXe siècle et au début XXe siècle, d’attaques ethnodépréciatives de la part d’une partie des intellectuels français (l'un des reproches majeurs étant leur rôle croissant dans la vie politicienne, qui se menait cependant exclusivement en français). Ces attaques préparent les esprits à l’affaire du 15e corps, où des Méridionaux occitans, accusés à tort d’avoir plié face aux Allemands, sont fusillés pour l’exemple (mais pas en tant que tels).
La renaissance félibréenne remet en avant le mot Provençaux, mais au XIXe puis au XXe siècle le mot occitan devient le plus utilisé  pour désigner l’ensemble des populations parlant l’un des dialectes de la langue d’oc (auvergnat, gascon, languedocien, limousin, provençal, vivaro-alpin). Cet occitanisme reprend au fond le méridionalisme cher à Mistral et donne naissance à différents courants, dont les organisations politiques ne parvinrent pas à percer dans l'opinion, le sentiment d'appartenance occitan ne se muant pas en sentiment national.
Le président Pompidou qui parlait auvergnat avec ses électeurs cantaliens a déclaré qu'il était « auvergnat donc occitan. » Jean Ferniot attribue indûment cette phrase à Valéry Giscard d'Estaing dont les attaches familiales se trouvent dans le Puy-de-Dôme. Ce même président Pompidou qui déclara dans son discours de Sarre-Union en 1972 : "Il n'y a pas de place pour les langues régionales dans une France destinée à marquer l'Europe de son sceau".
Le Statut d'autonomie de la Catalogne, modifié en 2006, reconnaît dans le Val d’Aran « une réalité occitane dotée d'une identité culturelle, historique, géographique et linguistique».

## Contestation du concept d'ethnie appliqué aux Occitans
La diversité d'approche des différentes disciplines scientifiques pose le problème du choix des critères définissant l'ethnie occitane. Ainsi, Roland Breton, spécialiste de géographie ethnique et linguistique, retient deux définitions de l'ethnie. Au sens strict, l'ethnie présente des traits culturels communs dont le révélateur est une langue propre, c'est un groupe linguistique. Tandis qu'au sens large, plus nuancé mais moins rigoureux et moins précis, l'ethnie est un groupe soudé par une culture propre dont la langue n'est qu'un élément caractéristique parmi d'autres. Ce système est lié par un complexe de caractères communs: anthropologiques, linguistiques, politico-historiques, etc. Tous les traits du système n'étant pas développés au même degré chez tous les individus du groupe. Par exemple, la perte ou l'absence de la langue ethnique n'entraîne pas de fait chez les individus la non-appartenance au groupe.
En 1979, en introduction de l'ouvrage Histoire d'Occitanie, les chercheurs occitanistes André Armengaud et Robert Lafont définissent l'Occitanie comme une ethnie « non pas au sens racial, mais comme une minorité nationale ou communauté linguistique établie sur son territoire traditionnel ». Plus tard, le linguiste Pierre Swiggers, voit dans l'occitan une langue ethnique. La définition de A. Armengaud et R. Lafont ne convainc pas l'historien  Patrick Cabanel pour qui les conflits en ex-Yougoslavie contredisent une telle vision (mais la situation des peuples de Yougoslavie n'a rien à voir avec celle desdits Occitans). Pour Gérard Vaysse, le concept d'ethnie occitane n'a pas de fondement scientifique, de même qu'il n'existe pas à ses yeux d'ethnie française. Il reconnaît en revanche dans l'Occitanie une identité linguistico-culturelle bien qu'il n'existe pas pour lui de conscience identitaire largement partagée.[source insuffisante]
Pour Aurélie Joubert, ce débat illustre les difficultés d'analyse et d'interprétation des rapports entre les individus et leur propre langue. Aurélie Joubert postule que « si l'on admet que l'identité ethnique est construite, les multiples facettes de l'identité occitane ont été déconstruites à travers l'influence et l'hégémonie du centre décisionnel et unificateur de l’État français ». Toutefois, elle rajoute le besoin d'études complémentaires sur la question.

## Anthroponymie
L’anthroponymie occitane suit le modèle général roman : un ou plusieurs prénoms, suivis d’un nom patronymique issu d’un surnom apparu au Moyen Âge lorsque la croissance démographique et l’appauvrissement du nombre de prénoms usités ont nécessité cette précision.
La formation insolite de noms gascons totémiques a commencé à disparaître au XIe siècle pour suivre le modèle général roman, il en reste quelques traces.
Dans une partie de l'espace occitan (Pyrénées, mais aussi Albigeois), le nom de famille a été en concurrence avec le nom de maison : en cas d’héritage féminin, le gendre adoptait le nom de maison de l’héritière. Un exemple célèbre est l’adoption du nom Bernadotte de son épouse par l’ancêtre de Jean-Baptiste Bernadotte, roi de Suède.
Traditionnellement, les noms de famille occitans sont variables en genre et en nombre. Cette variation, visible notamment dans les actes notariés de l’ancien régime français, a été oblitérée par la "traduction" des anthroponymes dans les langues dominantes.
Les noms de famille occitans sont en général traduits ou adaptés dans les langues dominantes dans les États correspondants. En Catalogne, la loi de normalisation linguistique a cependant permis le rétablissement des anthroponymes aranais dans leur version occitane. La même possibilité est offerte aux Occitans d'Italie si leur nom a été italianisé avant l'adoption de la loi sur les minorités linguistiques historiques ou si on leur a refusé le nom de baptême en occitan. Ce nom est transmissible aux descendants.

## Anthropologie

### Structures familiales
Anciennement, les structures familiales occitanes étaient d’une autre nature que celles rencontrées dans la partie Nord de la France, comme l’ont exposé Emmanuel Todd et Hervé Le Bras, par exemple dans Le Mystère Français.
« En gros, on pouvait autrefois distinguer, dans le Nord, la famille nucléaire [égalitaire], typique du Bassin parisien, qui est individualiste, avec un noyau simple, autonome : le père, la mère et leurs enfants. Quand ces enfants quittent le foyer, ils fondent à leur tour une entité autonome.
Ce modèle s'oppose à la famille souche et aux systèmes complexes, dominants en Occitanie, où, quand le moment était venu de se marier, un enfant (généralement l'aîné des garçons) restait dans le cadre de la famille initiale, les autres devant s'en aller et se débrouiller par eux-mêmes.
Dans le nord de la France, vous trouviez les vieilles valeurs françaises de liberté [liens familiaux distants entre générations adultes favorisant l'individualisme] et d'égalité [avec des parts d'héritage strictement identiques et uniquement entre frères]. L'industrie s'y est développée, car les individus pouvaient s'affranchir du cercle familial.
Alors que, dans le Sud, dominaient les valeurs d'autorité [liens familiaux forts même entre générations adultes] et d'inégalité [héritage préférentiel pour un fils ou une fille, souvent l'ainé(e)]. Et l'artisanat. Le catholicisme et la famille souche portent des valeurs d'entraide, de coopération, qui représentent aujourd'hui un avantage certain en temps de crise, quand l’État, peu à peu, se désengage. »

### Ethnotypes et stéréotypes
Pour des articles plus généraux, voir Ethnotype et Stéréotype.
Pour de nombreux critiques, un phénomène de folklorisation des Méridionaux dans le cinéma français équivaut à un colonialisme intérieur,, ce qui entre en contradiction avec l'importance des "gens du Midi" dans la vie politique et économique française. Les personnes qui sont originaires de cette région, intériorisent et sont même parfois complices de cette vision distanciée d’eux-mêmes mais destinée au reste du pays et du monde. En fait, c'est une vision largement parisienne qui s'est imposée par le cinéma dès les années 1930.
En français le terme péjoratif de hâbleur est synonyme de plusieurs termes désignant des Occitans: Bordelais, Gascon, Marseillais, Méridional,,,.
« L’on sait qu’il existe en France une image, d’abord littéraire, du méridional, exubérant et vantard, ridicule ou fanfaron, hâbleur et inconséquent. »
— X. de Planhol, Géographie historique de la France, Paris, Fayard, 1988, 635 p., p. 153-160 in Marcilloux Patrice, « L'anti-Nord ou le péril méridional », Revue du Nord, 2/2005 (no 360 - 361), p. 647-672, en ligne, DOI : 10.3917/rdn.360.0647

## Histoire et répartition géographique
Les mouvements de population des Occitans à l’intérieur comme à l’extérieur de l’Occitanie ont fait l’objet de nombreuses études. Charles Higounet, dans un article de 1953, s’appuie sur la toponymie, l’anthroponymie et les « provençalismes » (emprunts à l’ancien occitan) pour étudier le repeuplement de la vallée de Garonne au XVe siècle ou la présence continue d’Occitans dans la péninsule Ibérique.

### En Occitanie

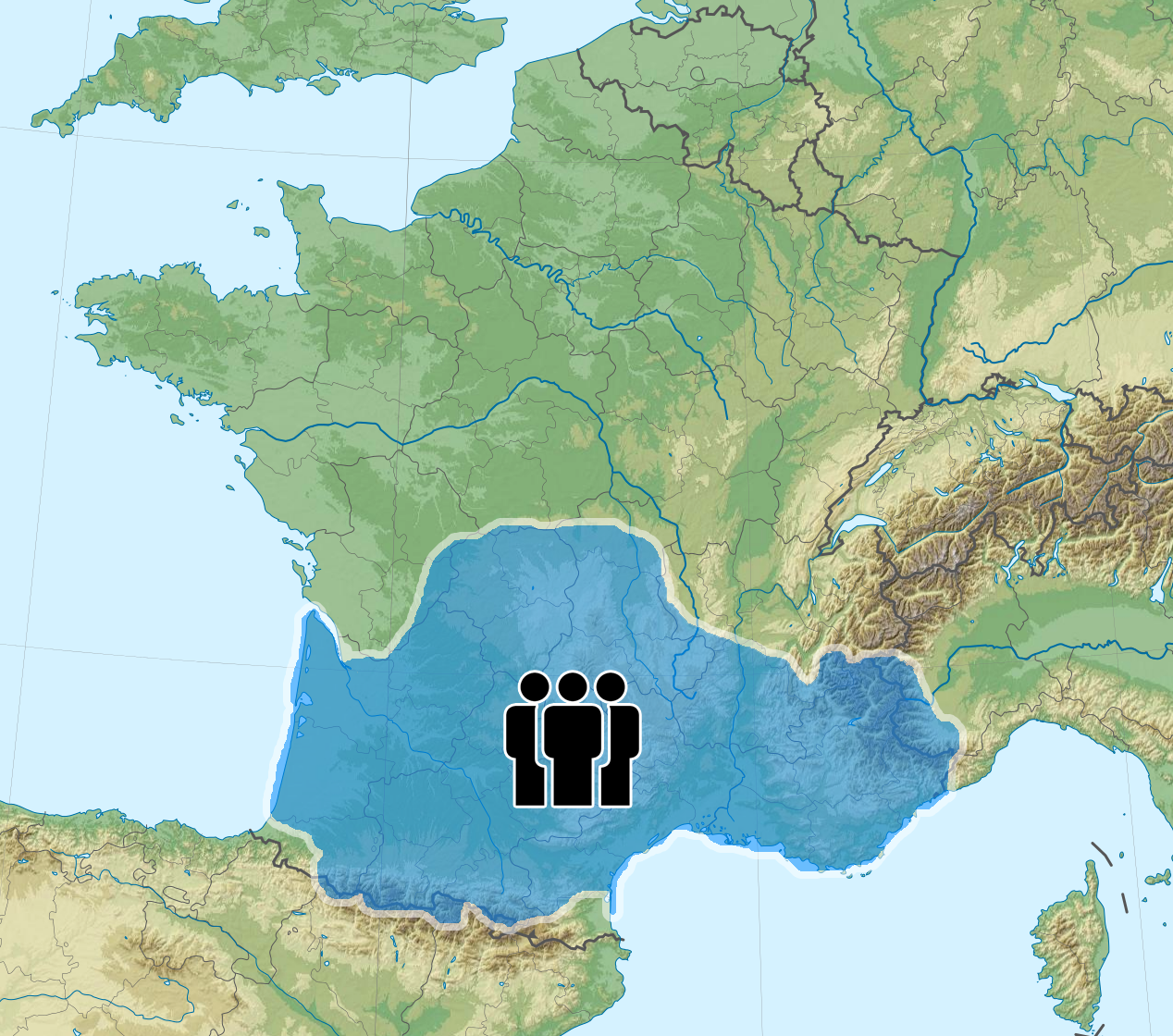
Le foyer des Occitans.

L’absence de prise en compte de l’ethnicité (ou du moins des langues pratiquées) dans les statistiques officielles françaises, italiennes et monégasques ne permet pas d’établir avec précision la proportion d’Occitans dans la population de l’Occitanie et hors d'Occitanie de ces pays. En revanche en Espagne, il existe des statistiques ethniques incluant les Occitans. Essentiellement situé dans le sud-ouest de l’Europe, en Grande Occitanie (oc) (partie française), le foyer des Occitans inclut aussi des aires adjacentes de l’Italie du nord-ouest, Monaco et une vallée au nord de l’Espagne. Dans l’édition 2002 de son Encyclopédie des Nations sans État, James Minahan estime que les Occitans représentent 74 % des habitants du territoire dit Occitanie, les Français y constituant 14 %, les Nord-africains 10 %, les Espagnols 1 % et les autres origines 4 %. Les mouvements de population qui se produisent en France depuis le milieu du XXe siècle aboutissent à une désethnisation des territoires.

### Diaspora occitane
La présence d'Occitans devient visible à l’apparition des surnoms qui deviendront noms de famille, lorsqu’ils représentent le lieu d’origine. Il est important de souligner que les historiens français et espagnols ont souvent réduit au nom des États contemporains la « nationalité » des immigrants. Une étude plus poussée des noms de personnes permet cependant de démontrer que la quasi-totalité des « Français » immigrés en Espagne et dans les Pays catalans tout au long de l’histoire provenaient du Sud de la Loire.

#### Annexions par le royaume de France
Sur décision du roi Louis XI, le Languedoc a été contraint de fournir des colons pour repeupler Arras, capitale du comté d'Artois fidèle à l’État bourguignon et annexé en 1477.

#### Reconquista
La présence occitane est attestée en Aragon, en Navarre, en Castille, dans les Asturies et jusqu’en Estrémadure léonaise avec de nombreux noms d’origine occitane à Salamanque, par exemple. Ces mouvements sont parfois liés aux expéditions de croisade de la Reconquista. Higounet mentionne celle menée par Gaston de Béarn en 1118, celui-ci se voit attribuer des fiefs.
Certains historiens et linguistes comme Manuel Alvar ont parlé du rôle des Occitans au sens large (et abusif) dans la repopulation de l'Aragon, en particulier des Gascons et des Languedociens. À Jaca, il y avait un quartier occitan (bourg neuf). Les populations gasconnes étaient aussi notables à Huesca et à Saragosse. Dans le Système Ibérique une repopulation importante par des Occitans eut lieu dans le bassin de la rivière Jiloca. L’Aragon a reçu une immigration occitane constante, particulièrement à l'époque des guerres de Religion en France. De nombreux noms de famille sont d'origine occitane : Guallar (déformation de Guallart), Morlans, Albiac, Cirac, Benaque (hispanisation de Benac comme beaucoup de noms aragonais qui finissent en "-aque"), Les, Morlana, Samatán, Tolosa, etc.

Routes de Saint-Jacques-de-Compostelle.

Dès le XIe siècle, l’Occitanie (au sens large) est devenu le cœur des chemins de Compostelle permettant d'effectuer l'un des plus grands pèlerinages de la chrétienté médiévale. Les implantations occitanes le long du chemin se sont renforcées notamment à Jaca et à Pampelune.
Les Occitans (au sens large) participèrent aussi considérablement à la repopulation de la Navarre par une immigration continue. Higounet mentionne la tradition de repeuplement de Pampelune par des Rouergats. Un dialecte occitan du sud des Pyrénées est parlé jusqu'au XVIe siècle à Estella-Lizarra tout comme dans des quartiers de Pampelune. Les Occitans y disposant de franchises bourgeoises étaient en conflit avec les habitants indigènes du quartier basque de Navarrería. Ces heurts constituent l'une des origines de la guerre de La Navarreria (es).
Enfin, une région de la Beira Baixa autour de Proença-a-Nova (Portugal) abonde en toponymes qui permettent, ainsi que le parler local de supposer une origine occitane des populations venues créer ces villages pendant la reconquête chrétienne de la région.

#### Croisades levantines
En 1102, Raymond IV de Toulouse fonda, lors des croisades, le comté de Tripoli au nord de Jérusalem. Ce n'était pas une colonie au sens moderne du terme, mais les historiens s'accordent pour reconnaître que les élites et les troupes étaient d'origine occitane.

#### Liens étroits avec les Pays catalans

Carte de l'espace occitano-catalano-aragonais en 1213.

Sur la façade méditerranéenne, les relations sont anciennes en raison des suzerainetés croisées (résultant d’alliances matrimoniales : comtes de Barcelone suzerains de Provence et Gévaudan, rois de Majorque seigneurs de Montpellier, intérêts des souverains de Foix et de Béarn en Catalogne, en Aragon et en Andorre), mais aussi du commerce maritime et d’événements politiques :
- Le retrait de la couronne d’Aragon du Languedoc à la suite de la bataille de Muret et l’installation de l’Inquisition contre les derniers cathares ont entraîné un mouvement d’exil ;
- la conquête des Baléares s’est accompagnée d’un peuplement des îles avec des Catalans et des Occitans ;
- la conquête du royaume de Valence s’est également traduite par une colonisation de peuplement en partie d’origine occitane ;

L’immigration occitane dans les Pays catalans est un phénomène de longue durée qui a été étudié par de nombreux chercheurs catalans,,,.

#### L'Aquitaine anglaise
- Possessions des Plantagenêts (rois d'Angleterre) en 1360.

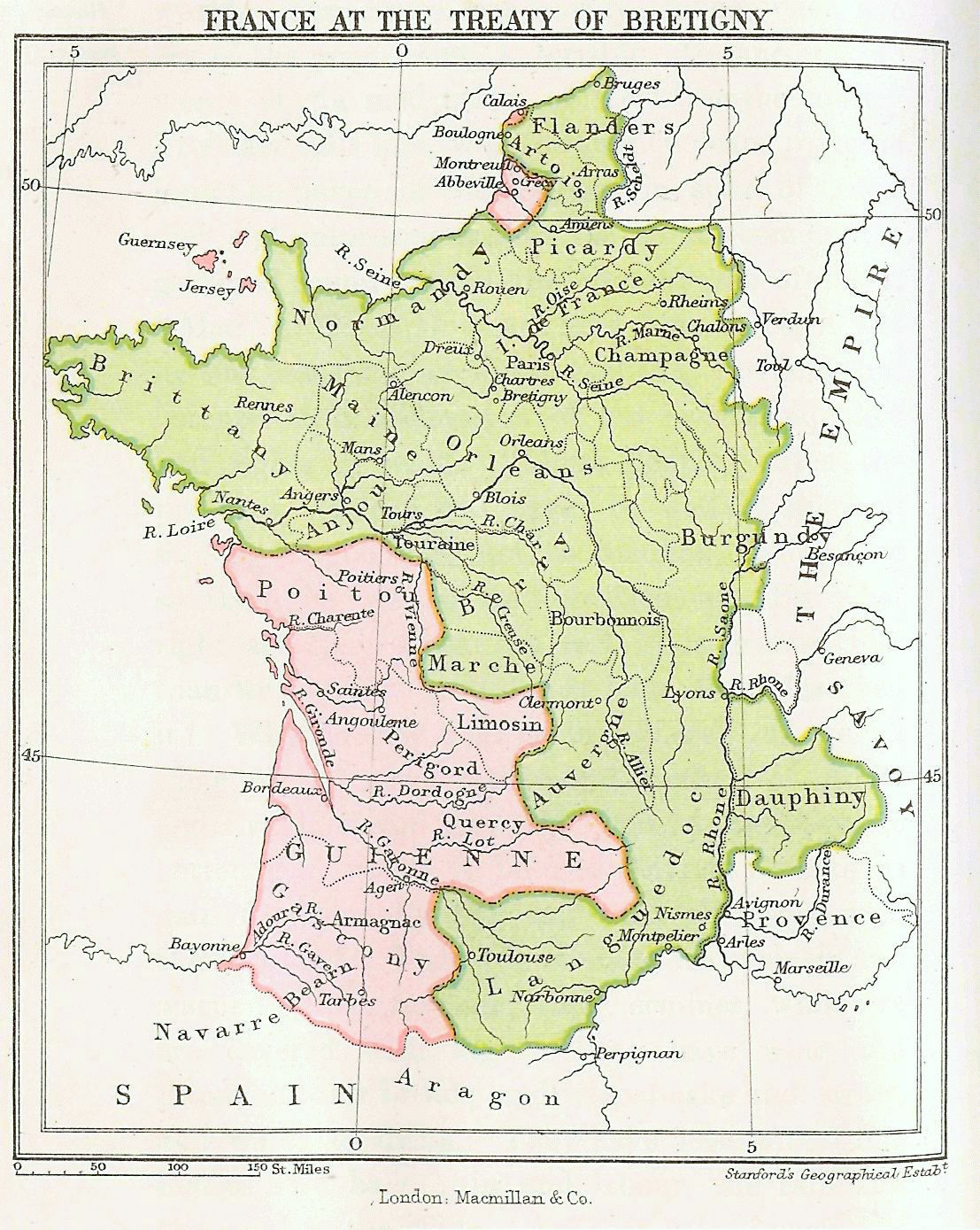
Possessions des Plantagenêts (rois d'Angleterre) en 1360.

Les relations commerciales dans les territoires de la couronne anglo-normande ont favorisé au Moyen Âge les mouvements entre l'ouest des pays gascons, le Poitou, le Limousin et les Îles Britanniques.

#### Persécutions contre les Vaudois
Les persécutions contre les Vaudois poussèrent une partie d'entre eux à l'exil, en Suisse puis en Allemagne. Des colonies vaudoises, en Hesse et Wurtemberg, ont conservé la langue jusqu'au milieu du XXe siècle.
D'autres Vaudois s’installent en Calabre vers 1350. Malgré les massacres du XVIe siècle, une population occitane s’est maintenue sur place, et la langue reste parlée à Guardia Piemontese.

#### Guerres de Religion en France

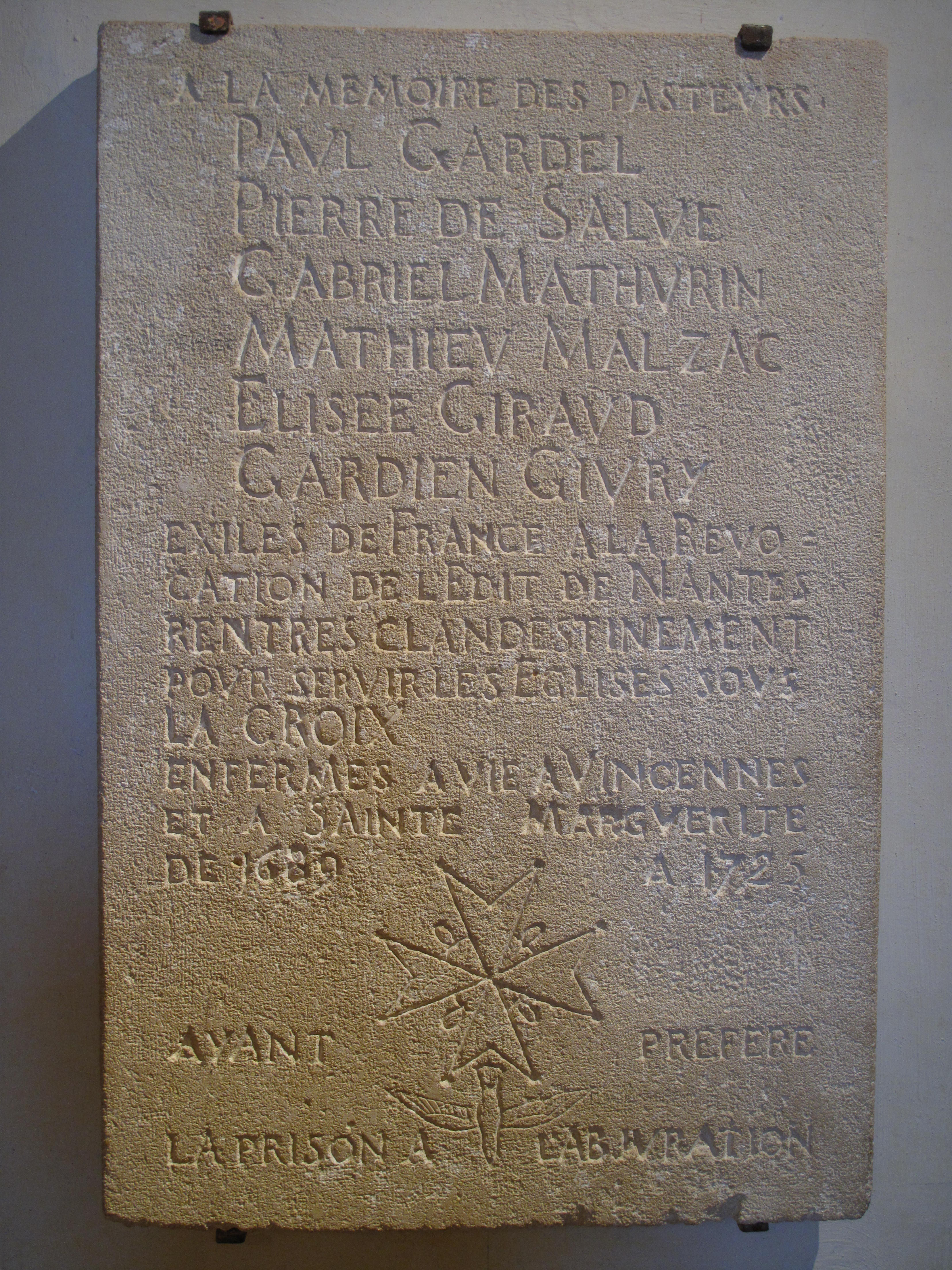
Plaque à la mémoire de pasteurs huguenots arbitrairement jetés en prison (Alpes-Maritimes, France).

Les persécutions religieuses contre les Vaudois, après leur adhésion au protestantisme, et les calvinistes, après la révocation de l'édit de Nantes, provoquent une émigration des Alpes et d'autres points vers la moyenne vallée du Rhin. Les colonies vaudoises et huguenotes d'Allemagne ont perdu l’usage de la langue occitane dans la première moitié du XXe siècle. Des descendants de huguenots occitans ont aussi participé au peuplement de l’Afrique du Sud (patronymes comme Theron, toponymes comme L'Ormarin...)

#### L'expansion coloniale européenne
Les Occitans (au sens d'origine, pas de "nationalité") ont participé à l’expansion coloniale de l’Europe hors du continent. Leur présence est attestée par la toponymie et l’anthroponymie, notamment en Amérique et en Afrique du Sud.

#### Émigrations récentes
Les vallées occitanes en Italie sont particulièrement sujettes à de mouvements d'émigration, certaines communautés, comme les Brigasques, vont jusqu'à suivre les succès électoraux locaux de leurs originaires. Les Occitans se retrouvent dans des grands centres urbains de régions voisines de l'Occitanie : Lyon, Turin, Barcelone... ainsi qu'en région parisienne et dans les grandes villes du nord de l'Italie.

## Culture

### Langue
Les Occitans parlent traditionnellement une langue romane, connue sous plusieurs appellations dont l’occitan, la langue d'oc, le roman, le limousin, le gascon et le provençal, à travers six dialectes : le languedocien, le provençal, le vivaro-alpin, l’auvergnat, le limousin et le gascon. Toutefois, la majorité des Occitans sont aujourd’hui francophones. L'italien est également parlé dans les Vallées occitanes, ainsi que le castillan et le catalan dans le Val d'Aran. La langue est encore parlée dans certaines colonies en Uruguay ou aux États-Unis. Les communautés occitanophones d’Allemagne ont cessé d'utiliser la langue au milieu du XXe siècle, comme la plupart des descendants d'Occitans répartis dans le monde.
On note dans certaines régions à forte identité des tentatives inabouties de sécessionnisme linguistique qui représentent, en fait, une incapacité d'inverser la diglossie et la substitution linguistique que subit l'occitan.